# Refrain oriental
Le refrain oriental, refrain asiatique, riff oriental ou riff asiatique est une courte phrase musicale utilisée en Occident comme trope ou stéréotype de l'Orient, afin d'évoquer l'Asie de l'Est, souvent la Chine. Le refrain est parfois précédé du son d'un gong.

## Histoire
Le refrain oriental est une création occidentale et n'a pas d'origines dans la société chinoise ou est-asiatique qu'elle est supposée représenter. Son invention est tracée à une pièce musicale appelée Aladdin Quick Step dans la production théâtrale The Grand Chinese Spectacle of Aladdin or The Wonderful Lamp, basée sur le conte d'Aladdin, en 1847. Le refrain est aussi utilisé dans des dessins animés des années 1930, l'un des plus anciens exemples étant Betty Boop Making Stars en 1935.
Expert de cet air musical à qui il a dédié un site web, le Suédois Martin Nilsson le décrit comme un « proto cliché de l'Extrême-Orient » qui est associé par les Occidentaux à l'Asie de l'Est car le système pentatonique est usité dans la musique chinoise, japonaise et ouest-africaine.

## Usages
Le refrain oriental a été intégré à de nombreuses œuvres musicales en Occident, l'une des plus connues étant Kung Fu Fighting, le succès disco du chanteur jamaïcain Carl Douglas composé en 1974 par le compositeur indo-britannique Biddu Appaiah, où il sert à illustrer les arts martiaux chinois. On l'entend aussi notablement dans le morceau Turning Japanese du groupe britannique The Vapors, où il communique l'idée du Japon, ainsi que dans A Passage to Bangkok où il réfère à la Thaïlande dans une pièce du groupe canadien Rush. La chanson Young Folksdu groupe Peter Bjorn and John en 2006 comporte également un refrain oriental .
L'air vaguement asiatique est fréquemment entendu dans les comédies musicales à saveur orientaliste de Broadway et Tin Pan Alley, au début du XXe aux États-Unis.
Le riff oriental est utilisé dans le thème principal du jeu vidéo Yie Ar Kung-Fu, sorti en 1985. On l'entend également dans l'un des niveaux du jeu Super Mario Land, sorti en 1989. Il apparaît aussi dans une scène du film Les Aristochats.